# 第9回全国中等学校ホッケー選手権大会
昭和15年度 第9回全国中等学校ホッケー選手権大会は、1940年に東京都で開催された全国中等学校ホッケー選手権大会である。

## 概要
初めてリーグ戦形式で開催され、台北商が初優勝を果たした。

## 試合結果
| 順位 | 出場校   | 勝 | 分 | 負 | 台北商 | 愛知商 | 北海中 |
| ---- | -------- | -- | -- | -- | ------ | ------ | ------ |
| 1    | 台北商   | 2  | 0  | 0  |        | 2-0    | 2-1    |
| 2    | 愛知商   | 1  | 0  | 1  | 0-2    |        | 3-0    |
| 3    | 北海中学 | 0  | 0  | 2  | 1-2    | 0-3    |        |